# La cena delle beffe
La cena delle beffe (El sopar dels bufons) és una òpera en quatre actes composta per Umberto Giordano sobre un llibret en italià de Sem Benelli, una adaptació de la seva obra homònima de 1909. La història, ambientada a Florència en l'època de Lorenzo de Medici, narra la rivalitat entre Giannetto Malespini i Neri Chiaramantesi per l'afecte de la bella Ginevra i la set de venjança de Giannetto sobre una broma cruel que li van fer Neri i el seu germà Gabriello. La broma venjativa de Giannetto en última instància ocasiona que Neri assassini Ginevra i, per error, el seu propi germà. L'òpera acaba amb la caiguda de Neri a la bogeria.

## Origen i context
El llibret de l'òpera de Giordano va ser adaptada pel dramaturg i poeta italià, Sem Benelli, de la seva obra en vers La cena delle beffe, que descrit com un drammatico poema (poema dramàtic), es va estrenar el 1909 al Teatre Argentina de Roma. Igual que altres obres de Benelli està escrita en el vers florit neoromàntic, amb un ambient històric i una trama melodramàtica violenta. L'obra de Benelli va ser un èxit immediat i extraordinari a Itàlia. En un moment es va estar realitzant simultàniament per quatre diferents empreses italianes, i continua en el repertori actual.

## Representacions
La cena delle beffe es va estrenar a la Scala de Milà el 20 de desembre de 1924 amb la direcció escènica de Giovacchino Forzano i la direcció musical d'Arturo Toscanini, amb Carmen Melis com a Ginevra i Hipòlit Lázaro com a Giannetto. Els decorats i el vestuari van ser dissenyats per Galileu Chini, que també ho havia fet en l'estrena de l'obra original de Benelli el 1909.